# Benoît Trémoulinas
Benoît Trémoulinas (Lormont, 28 dicembre 1985) è un ex calciatore francese, di ruolo difensore.

## Caratteristiche tecniche
Terzino sinistro veloce con buona fase di spinta, molto bravo ad effettuare cross e saltare l'avversario.

## Carriera

### Club
Cresciuto nelle giovanili del Bordeaux, con la quale ha debuttato in prima squadra nel 2007.
Il 12 luglio 2013 è stato acquistato a titolo definitivo dagli ucraini della Dinamo Kiev per 6,5 milioni di euro.
Il 30 gennaio 2014 passa in prestito oneroso per un milione di euro al Saint-Étienne, facendo così ritorno in Francia. Ma a stagione terminata i francesi decidono di non esercitare il riscatto e così fa ritorno alla Dinamo Kiev per fine prestito.
Una volta ritornato in Ucraina dove gioca 3 partite di campionato, viene nuovamente ceduto, stavolta a titolo definitivo, infatti il 23 agosto 2014 passa al Siviglia per 2,5 milioni di euro. Con il club andaluso vince per 2 volte consecutive l'Europa League.

### Nazionale
Ha debuttato con la maglia della nazionale francese il 14 novembre 2012 in amichevole contro l'Italia, match vinto dai transalpini (2-1).

## Statistiche

### Presenze e reti nei club
Statistiche aggiornate al 5 maggio 2016.
| Stagione           | Squadra            | Campionato         | Campionato | Campionato | Coppa nazionali | Coppa nazionali | Coppa nazionali | Coppa continentali | Coppa continentali | Coppa continentali | Altre coppe | Altre coppe | Altre coppe | Totale | Totale |
| Stagione           | Squadra            | Comp.              | Pres.      | Reti       | Comp.           | Pres.           | Reti            | Comp.              | Pres.              | Reti               | Comp.       | Pres.       | Reti        | Pres.  | Reti   |
| ------------------ | ------------------ | ------------------ | ---------- | ---------- | --------------- | --------------- | --------------- | ------------------ | ------------------ | ------------------ | ----------- | ----------- | ----------- | ------ | ------ |
| 2004-2005          | Bordeaux 2         | CFA                | 22         | 3          | -               | -               | -               | -                  | -                  | -                  | -           | -           | -           | 22     | 3      |
| 2005-2006          | Bordeaux 2         | CFA                | 12         | 0          | -               | -               | -               | -                  | -                  | -                  | -           | -           | -           | 12     | 0      |
| 2006-2007          | Bordeaux 2         | CFA                | 24         | 3          | -               | -               | -               | -                  | -                  | -                  | -           | -           | -           | 24     | 3      |
| Totale Bordeaux 2  | Totale Bordeaux 2  | Totale Bordeaux 2  | 58         | 6          |                 |                 |                 |                    |                    |                    |             |             |             | 58     | 6      |
| 2007-2008          | Bordeaux           | L1                 | 9          | 0          | CF+CdL          | 0+0             | 0               | CU                 | 7                  | 0                  | -           | -           | -           | 16     | 0      |
| 2008-2009          | Bordeaux           | L1                 | 26         | 0          | CF+CdL          | 1+3             | 0+1             | UCL+CU             | 0+1                | 0                  | -           | -           | -           | 31     | 1      |
| 2009-2010          | Bordeaux           | L1                 | 35         | 2          | CF+CdL          | 2+3             | 0               | UCL                | 9                  | 0                  | SF          | 1           | 0           | 50     | 2      |
| 2010-2011          | Bordeaux           | L1                 | 31         | 0          | CF+CdL          | 2+1             | 0               | -                  | -                  | -                  | -           | -           | -           | 34     | 0      |
| 2011-2012          | Bordeaux           | L1                 | 36         | 2          | CF+CdL          | 3+1             | 0+1             | -                  | -                  | -                  | -           | -           | -           | 40     | 3      |
| 2012-2013          | Bordeaux           | L1                 | 28         | 1          | CF+CdL          | 5+1             | 1+0             | UEL                | 11                 | 0                  | -           | -           | -           | 45     | 2      |
| Totale Bordeaux    | Totale Bordeaux    | Totale Bordeaux    | 165        | 5          |                 | 22              | 3               |                    | 28                 | 0                  |             | 1           | 0           | 216    | 8      |
| 2013-2014          | Dinamo Kiev        | PL                 | 7          | 0          | CU              | 1               | 0               | UEL                | 6                  | 0                  | -           | -           | -           | 14     | 0      |
| 2013-2014          | Saint-Étienne      | L1                 | 12         | 0          | CF+CdL          | 0+0             | 0               | UEL                | -                  | -                  | -           | -           | -           | 12     | 0      |
| 2014-2015          | Dinamo Kiev        | PL                 | 3          | 0          | CU              | -               | -               | UEL                | -                  | -                  | -           | -           | -           | 3      | 0      |
| Totale Dinamo Kiev | Totale Dinamo Kiev | Totale Dinamo Kiev | 10         | 0          |                 | 1               | 0               |                    | 6                  | 0                  |             | -           | -           | 17     | 0      |
| 2014-2015          | Siviglia           | PD                 | 20         | 0          | CR              | 0               | 0               | UEL                | 10                 | 0                  | SU          | -           | -           | 30     | 0      |
| 2015-2016          | Siviglia           | PD                 | 24         | 0          | CR              | 2               | 0               | UCL+UEL            | 6+4                | 1+0                | SU          | 1           | 0           | 37     | 1      |
| 2016-2017          | Siviglia           | PD                 | 0          | 0          | CR              | 0               | 0               | UCL                | 0                  | 0                  | SU+SS       | 0+0         | 0           | 0      | 0      |
| Totale Siviglia    | Totale Siviglia    | Totale Siviglia    | 44         | 0          |                 | 2               | 0               |                    | 20                 | 1                  |             | 1           | 0           | 67     | 1      |
| Totale carriera    | Totale carriera    | Totale carriera    | 289        | 11         |                 | 25              | 3               |                    | 54                 | 1                  |             | 2           | 0           | 368    | 15     |

### Cronologia presenze e reti in nazionale
| Cronologia completa delle presenze e delle reti in nazionale ― Francia | Cronologia completa delle presenze e delle reti in nazionale ― Francia | Cronologia completa delle presenze e delle reti in nazionale ― Francia | Cronologia completa delle presenze e delle reti in nazionale ― Francia | Cronologia completa delle presenze e delle reti in nazionale ― Francia | Cronologia completa delle presenze e delle reti in nazionale ― Francia | Cronologia completa delle presenze e delle reti in nazionale ― Francia | Cronologia completa delle presenze e delle reti in nazionale ― Francia |
| Data                                                                   | Città                                                                  | In casa                                                                | Risultato                                                              | Ospiti                                                                 | Competizione                                                           | Reti                                                                   | Note                                                                   |
| ---------------------------------------------------------------------- | ---------------------------------------------------------------------- | ---------------------------------------------------------------------- | ---------------------------------------------------------------------- | ---------------------------------------------------------------------- | ---------------------------------------------------------------------- | ---------------------------------------------------------------------- | ---------------------------------------------------------------------- |
| 14-11-2012                                                             | Parma                                                                  | Italia                                                                 | 1 – 2                                                                  | Francia                                                                | Amichevole                                                             | -                                                                      | 90+1’                                                                  |
| 5-6-2013                                                               | Montevideo                                                             | Uruguay                                                                | 1 – 0                                                                  | Francia                                                                | Amichevole                                                             | -                                                                      |                                                                        |
| 29-3-2015                                                              | Saint-Étienne                                                          | Francia                                                                | 2 – 0                                                                  | Danimarca                                                              | Amichevole                                                             | -                                                                      |                                                                        |
| 7-6-2015                                                               | Saint-Denis                                                            | Francia                                                                | 3 – 4                                                                  | Belgio                                                                 | Amichevole                                                             | -                                                                      |                                                                        |
| 7-9-2015                                                               | Bordeaux                                                               | Francia                                                                | 2 – 1                                                                  | Serbia                                                                 | Amichevole                                                             | -                                                                      |                                                                        |
| Totale                                                                 |                                                                        | Presenze                                                               | 5                                                                      |                                                                        | Reti                                                                   | 0                                                                      |                                                                        |

## Palmarès

### Competizioni nazionali
- Campionato francese: 1

Bordeaux: 2008-2009
- Coppa di Francia: 1

Bordeaux: 2012-2013
- Coppa di Lega francese: 1

Bordeaux: 2008-2009
- Supercoppa francese: 2

Bordeaux: 2008, 2009

### Competizioni internazionali
- UEFA Europa League: 2

Siviglia: 2014-2015, 2015-2016